# Mittelstandskartell
Das Mittelstandskartell ist im Wettbewerbsrecht ein Wirtschaftskartell zwischen kleinen und mittleren Unternehmen, das der Verbesserung der Wettbewerbsfähigkeit der teilnehmenden Unternehmen dient.

## Allgemeines
Das generelle Kartellverbot des § 1 GWB gilt nicht für zwei Ausnahmen, nämlich für so genannte „freigestellte Vereinbarungen“ (§ 2 GWB) und für Mittelstandskartelle.

## Rechtsfragen
Zentrale Vorschrift ist § 3 GWB, wonach Rationalisierungen durch zwischenbetriebliche Zusammenarbeit kleiner oder mittlerer Unternehmen erlaubt sind, wenn dadurch deren die Wettbewerbsfähigkeit verbessert und der Wettbewerb auf dem Markt nicht wesentlich beeinträchtigt wird. Werden diese Voraussetzungen erfüllt, liegt keine Wettbewerbsbeschränkung vor.
Unter die Regelung des § 3 GWB fallen nur horizontale Vereinbarungen „zwischen miteinander im Wettbewerb stehenden Unternehmen“.

## Wirtschaftliche Aspekte
Als Rationalisierung wird angesehen, wenn bei den beteiligten Unternehmen das Verhältnis von Aufwand und Ertrag je Produktionseinheit durch innerbetriebliche Maßnahmen verbessert wird, also Wirtschaftlichkeit erreicht werden kann. Wird beispielsweise der gemeinsame Einkauf von Waren rationalisiert und entsteht dabei kein Bezugszwang für die beteiligten Unternehmen (Einkaufsgemeinschaft), so handelt es sich um ein erlaubtes Mittelstandskartell.
Mittelstandskartelle sollen den betroffenen Unternehmen das Erreichen einer kritischen Größe ermöglichen, wodurch sie vor allem bei dem Vorhandensein hoher Marktzutrittsschranken bessere Chancen haben, gegen die Konkurrenz von Großunternehmen zu bestehen.

## Europäisches Wettbewerbsrecht
Einer besonderen Regelung für Mittelstandskooperationen steht europäisches Wettbewerbsrecht nicht entgegen. Vereinbarungen zwischen kleinen und mittleren Unternehmen sind nach Auffassung der EU-Kommission nur selten geeignet, den Handel zwischen den EU-Mitgliedstaaten spürbar zu beeinträchtigen.